# Manu Lama
Manuel Lama Maroto (Madrid, 12 de febrero de 2001) conocido profesionalmente como Manu Lama, es un futbolista español que juega en la demarcación de defensa en el Granada CF de la Segunda División de España. Es hijo del periodista deportivo español Manolo Lama.

## Biografía
Tras formarse como futbolista en las filas inferiores del Atlético de Madrid "B", finalmente debutó con el segundo equipo, previo paso como cedido en CF La Nucía, el 12 de diciembre de 2021 contra el CD Galapagar, encuentro que finalizó con victoria por 3-1. Tras 21 partidos se marchó traspasado al CF Fuenlabrada por los siguientes dos años y medio. Sin embargo, antes de finalizar su contrato con el club, el Granada CF anunció su fichaje hasta 2027, reservándose el Atlético de Madrid un derecho de tanteo.

## Clubes
Actualizado al último partido disputado el 1 de junio de 2025.
| Club                   | País   | Año       | Partidos | Goles |
| ---------------------- | ------ | --------- | -------- | ----- |
| CF La Nucía (cedido)   | España | 2020-2021 | 14       | 0     |
| Atlético de Madrid "B" | España | 2021-2023 | 21       | 0     |
| CF Fuenlabrada         | España | 2023-2024 | 40       | 4     |
| Granada CF             | España | 2024-     | 19       | 2     |